# Place Slimane-Azem
La place Slimane-Azem est une voie située dans le 14e arrondissement de Paris, en France.

## Origine du nom

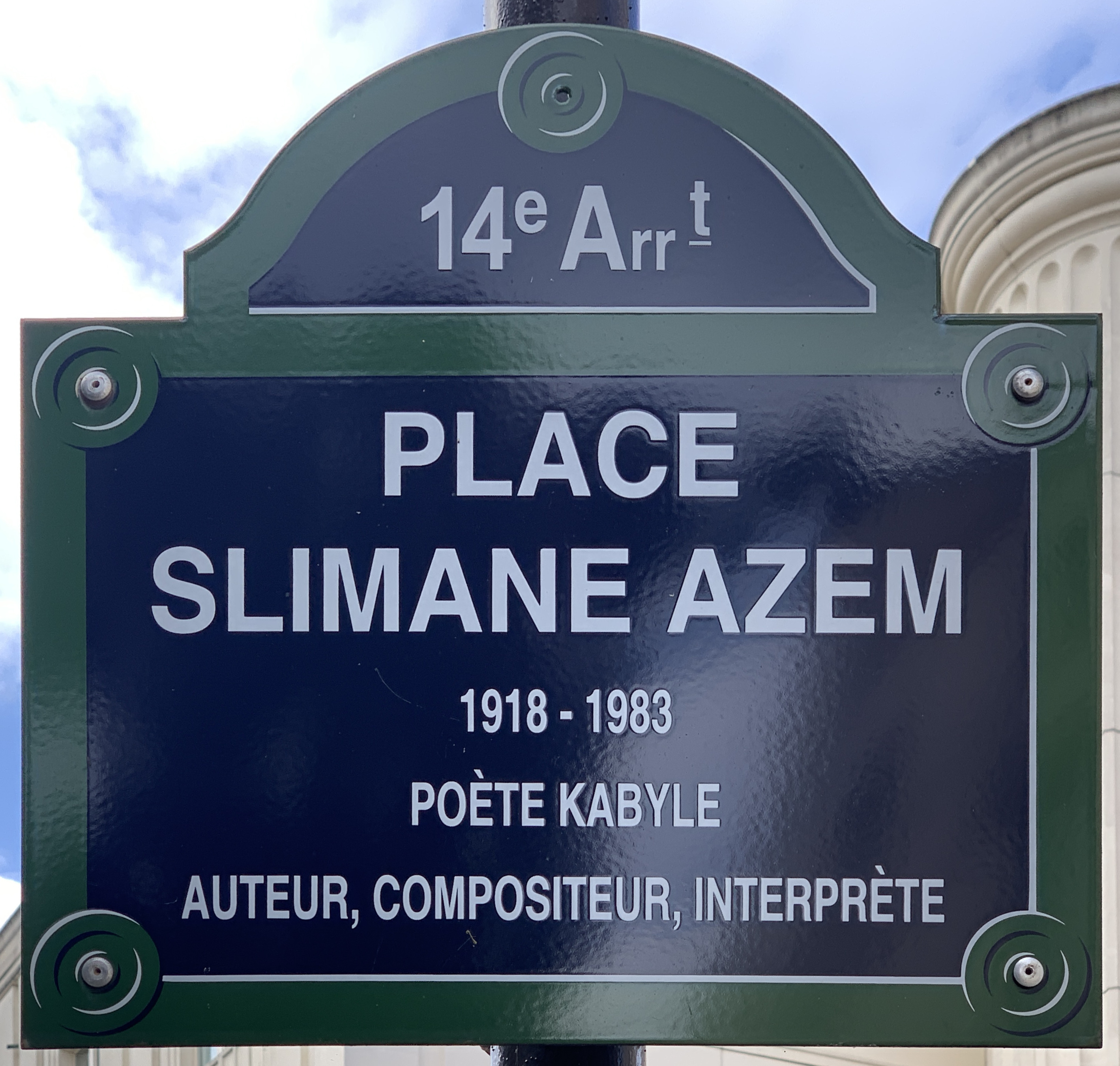
Plaque de la place.

La place rend hommage à Slimane Azem, né en 1918 à Agouni Gueghrane en Algérie, et mort en 1983 à Moissac en France, est un musicien, chanteur, auteur-compositeur-interprète, poète algérien d'expression kabyle.